# James Carpenter (astrónomo)

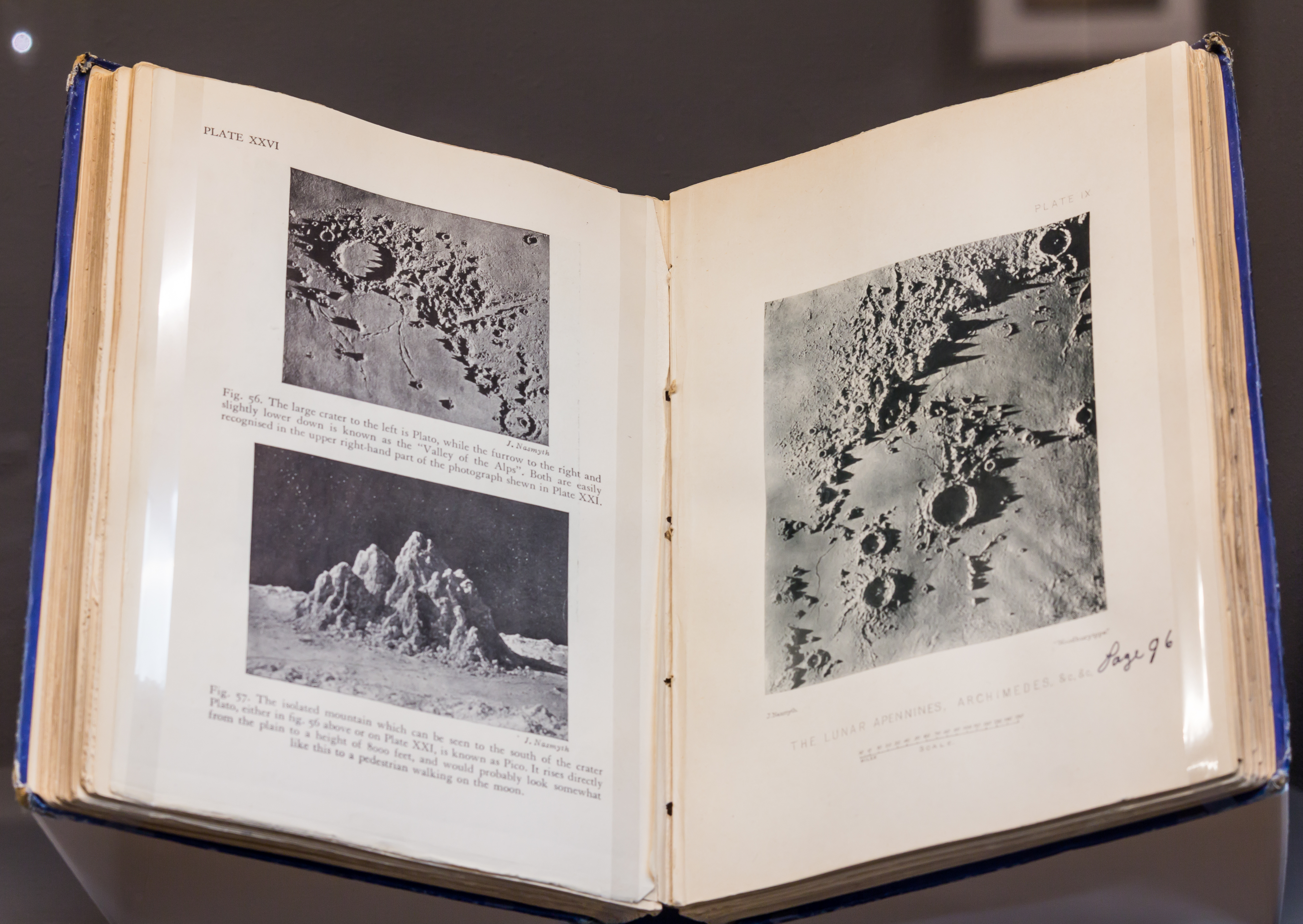
La luna considerada como un planeta, un mundo y un satélite

James Carpenter (1840–1899) fue un astrónomo británico que trabajó en el Observatorio Real de Greenwich. Editó en 1871 un novedoso libro, incluyendo llamativas fotografías realizadas sobre modelos a escala del relieve lunar.

## Semblanza
Durante la década de 1860 intervino en las primeras observaciones de espectros de luz estelar realizadas en el observatorio, bajo la dirección del Astrónomo Real George Airy. En 1861-62 fue uno de tres astrónomos (con William Wray y Otto Struve) que observó de forma efectiva la cara inferior oscura de los anillos de Saturno.
En 1871, el ingeniero James Nasmyth colaboró con Carpenter para escribir un libro sobre la Luna, titulado "The Moon: Considered as a Planet, a World, and a Satellite" (La Luna: Considerada como un Planeta, un Mundo, y un Satélite). Este trabajo fue ilustrado con fotografías de modelos de yeso que representan la superficie lunar, con la iluminación desde varios ángulos. El resultado eran imágenes más realistas de la superficie lunar que las que podían conseguirse con fotografías de telescopio durante aquella época. Los autores sostenían el origen volcánico de los cráteres de la Luna, una teoría que más tarde se ha comprobado que es incorrecta.

## Reconocimientos
- El cráter lunar Carpenter lleva este nombre en su memoria, compartiendo este honor con el astrónomo estadounidense del mismo apellido, Edwin Francis Carpenter (1898-1963).[4]